# Woten
De Woten (Wotisch: vadjalain, vaddalain, vadjakko) zijn een etnische groep in Ingermanland in de oblast Leningrad in Rusland. Ze behoren tot de Oostzee-Finse volkeren.
In 1989 waren er nog maar 62 Woten over, waarvan de jongste in 1930 was geboren. Ze wonen in vijf dorpjes nabij Kingisepp, in het gebied tussen Sint-Petersburg en de grens met Estland. Bij de volkstelling van 2010 werden er 64 geregistreerd. Het aantal sprekers van het Wotisch bedroeg 68.
De groep kwam oorspronkelijk uit oostelijk Estland. In de middeleeuwen trokken ze de rivier de Narva over en verdrongen ze, samen met andere Slavische en Fins-Oegrische stammen, de Varjagen (Vikingen) uit Ingermanland.
Na de verovering van Ingermanland door Novgorod werd hun gebied Watland genoemd. Hierna begon een langzame Russische assimilatie die geregeld gepaard ging met deportaties om plaats te maken voor Russische kolonisten. Tijdens de Tweede Wereldoorlog waren de overgebleven Woten een van de etnische groepen die door Stalin werden bestempeld als "vijand van het volk" en gedwongen om zich over de gehele Sovjet-Unie te verspreiden. Na Stalins dood in 1953 mochten sommige Woten terugkeren, maar van hun cultuur bleef weinig meer over.
Net als de Ingriërs zijn de meeste Woten Russisch-orthodox, terwijl de Ingermanlandfinnen over het algemeen luthers zijn.